# لئوناردو نام
لئوناردو نام (اسپانیایی: Leonardo Nam‎؛ زادهٔ ۱۹۷۹ میلادی) بازیگر کره‌ای‌تبارِ اهل ایالات متحده آمریکا است. او از پدر و مادری کره‌ای در زاده شد و در سن ۶ سالگی با والدینش به سیدنی استرالیا مهاجرت کرد و در همان‌جا به مدرسه و دانشگاه رفت. سپس در سن ۱۹ سالگی به آمریکا رفت و شهروند آن کشور شد.
از فیلم‌ها یا برنامه‌های تلویزیونی که وی در آن نقش داشته است، می‌توان به بالاترین نمره، نیمه‌عمر، کامل، قتل یک گربه و وست‌ورلد اشاره کرد.